# クロミンククジラ
クロミンククジラ（Balaenoptera bonaerensis）は、ナガスクジラ科ナガスクジラ属に属するヒゲクジラ亜目の一種である。

## 分類
かつてはミンククジラと単一の種「Balaenoptera acutorostrata」と見なされ、南半球の南極海－南半球水域群などに分けられていた。
現在ではこれらは別種とされ、南半球の通常型には新学名「B. bonaerensis」が与えられた。「B. bonaerensis」は英名で「Southern Minke Whale」とも呼ばれる。
また、ミンククジラに倣って「クロコイワシクジラ（黒小鰯鯨）」という和名も存在するが、やはりイワシクジラと特に近縁という訳ではない。

## 形態

ヒトとの大きさ比較

成体での体長は8.5 - 12メートル弱ほどであり 、ミンククジラよりやや大きい程度である。
ミンククジラ2種は、1960年代の日本による南極海での試験操業で確認されるまで、同一の種とされたほどに形態が類似しており、極端な違いはみられない。
(ナミ)ミンククジラの手鰭には白い模様があるが、クロミンククジラの手鰭に模様はなく、それが顕著な外観の違いである。

## 生態

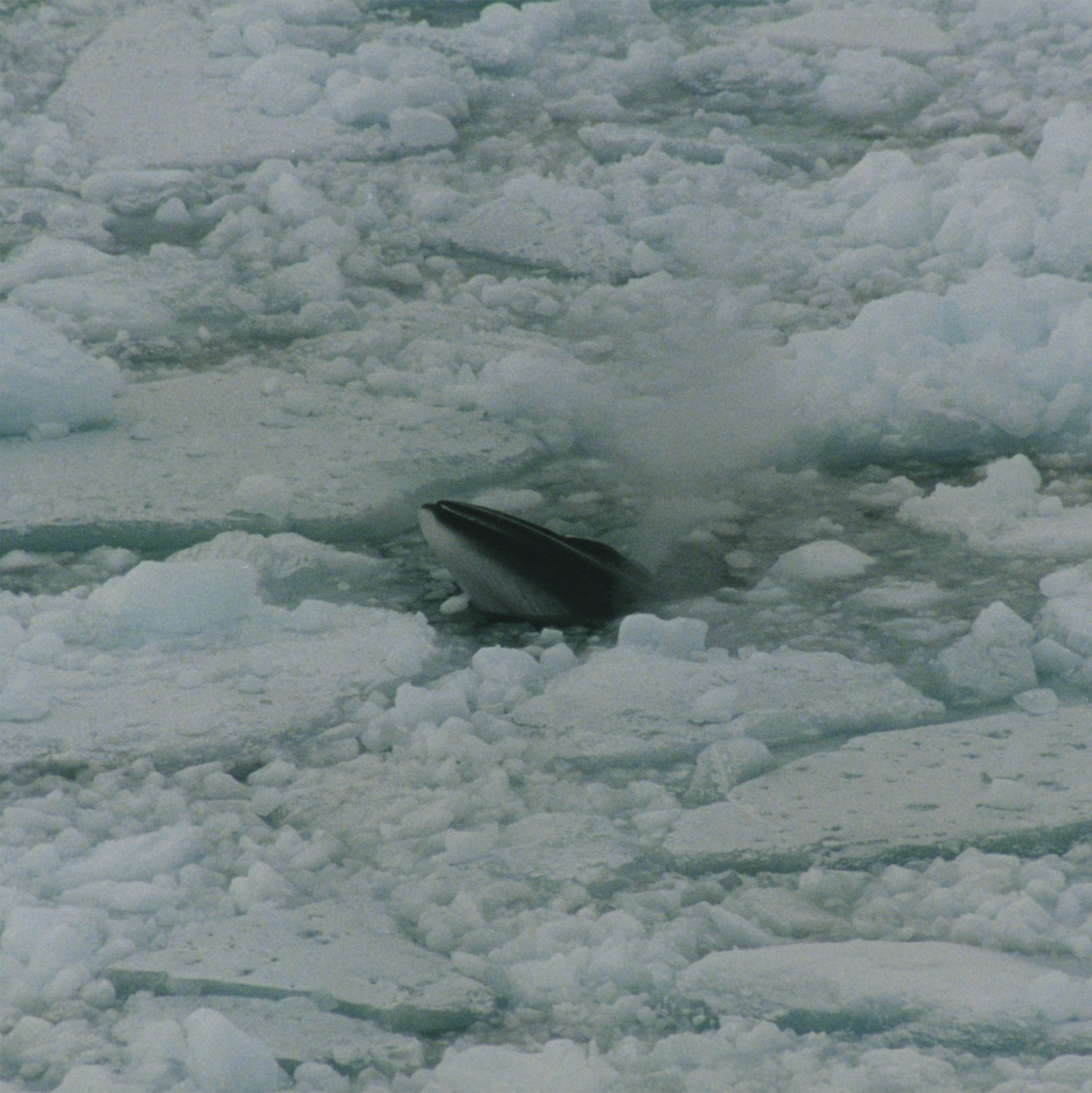
ロス海で撮影された個体

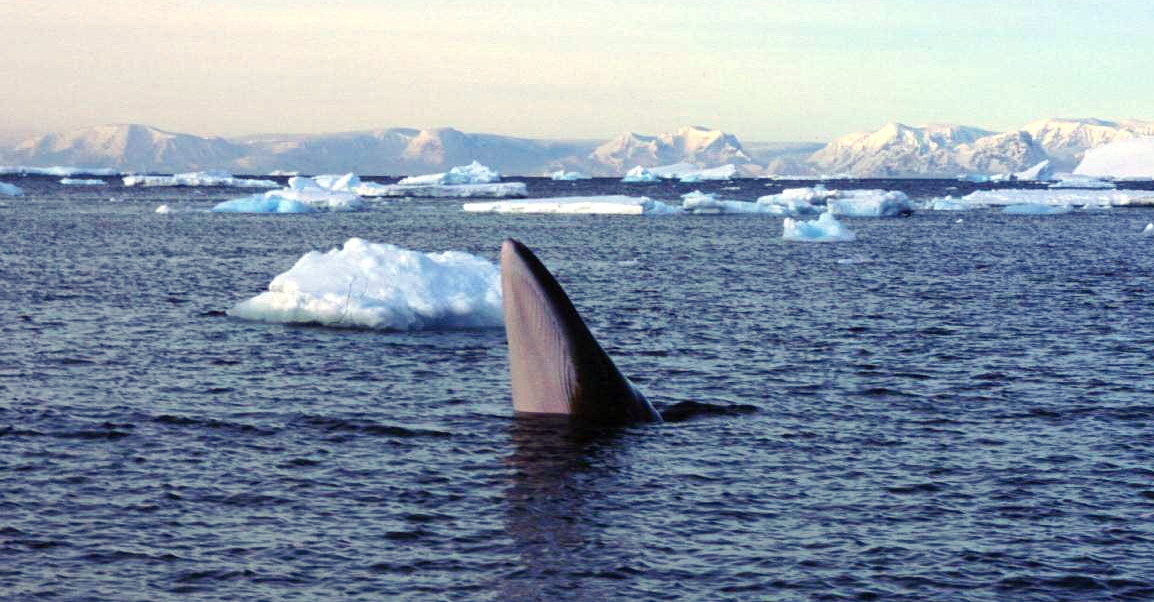
スパイホッピング

クロミンククジラは南極海に多く生息するオキアミやプランクトンに餌を依存している。ただし、ロス海では魚類の捕食が確認されており、もともとは魚なども捕食する雑食性であったものが、捕鯨によって減少した大型鯨類が捕食する筈であったオキアミ資源に余剰が生じた為とする説もある。
クロミンククジラは他のヒゲ鯨同様、高緯度海域の摂食域と低緯度海域の繁殖域の間で大回遊を行う。夏場は摂食域である南極海で採餌し、秋から冬にかけた九月からの三ヶ月間は南太平洋の西側海域等の温暖な低緯度海域の繁殖域で繁殖するとされる。繁殖域ではほとんど捕食しないとされ、移動途中や繁殖域での捕食は確認されていないが、他の鯨と比較して小型で脂肪の蓄積量も少なく、摂食域にいる期間も短い事実から、なんらかの摂食が行われているだろうという指摘もある。クロミンククジラは赤道近くまでは回遊するものの、通常は赤道を越える事はない。
日本鯨類研究所は調査捕鯨の結果から、クロミンククジラは成熟雌の90%以上が毎年妊娠し繁殖力は非常に強いとしている。おなじ調査捕鯨の結果によると、南極海のミンククジラは商業捕鯨の末期に日本とソ連が集中的に捕獲を開始した1970年頃を境に捕鯨禁止を経て現在に至るまで、生息数の増加の停止が観察されている。捕鯨禁止により殆ど総ての捕鯨対象であった鯨種が増加傾向にある中でこれは特異な現象である。これについて同研究所はザトウクジラとクロミンククジラとの間に起こった優先種の交代と見ているが、これにより総てが説明されるものではない。
発声に関しては、本種を含むザトウクジラ以外のナガスクジラ科は100ヘルツ以下の音域で鳴くが、これはその他のヒゲクジラ類の1500ヘルツ以上という音域と明確に異なる。本種側（「flight species」）はその他（「fight species」）と対照的に、シャチに襲撃された際に戦って抵抗するのではなく逃走する傾向が強く、両グループの発声音域の差異もシャチへの対策の違いとして生まれた可能性がある。また、少なくともミンククジラ系、ザトウクジラ、イワシクジラは無呼吸下での発声が可能とされている。

## 生息数
クロミンククジラの生息数については諸説ある。

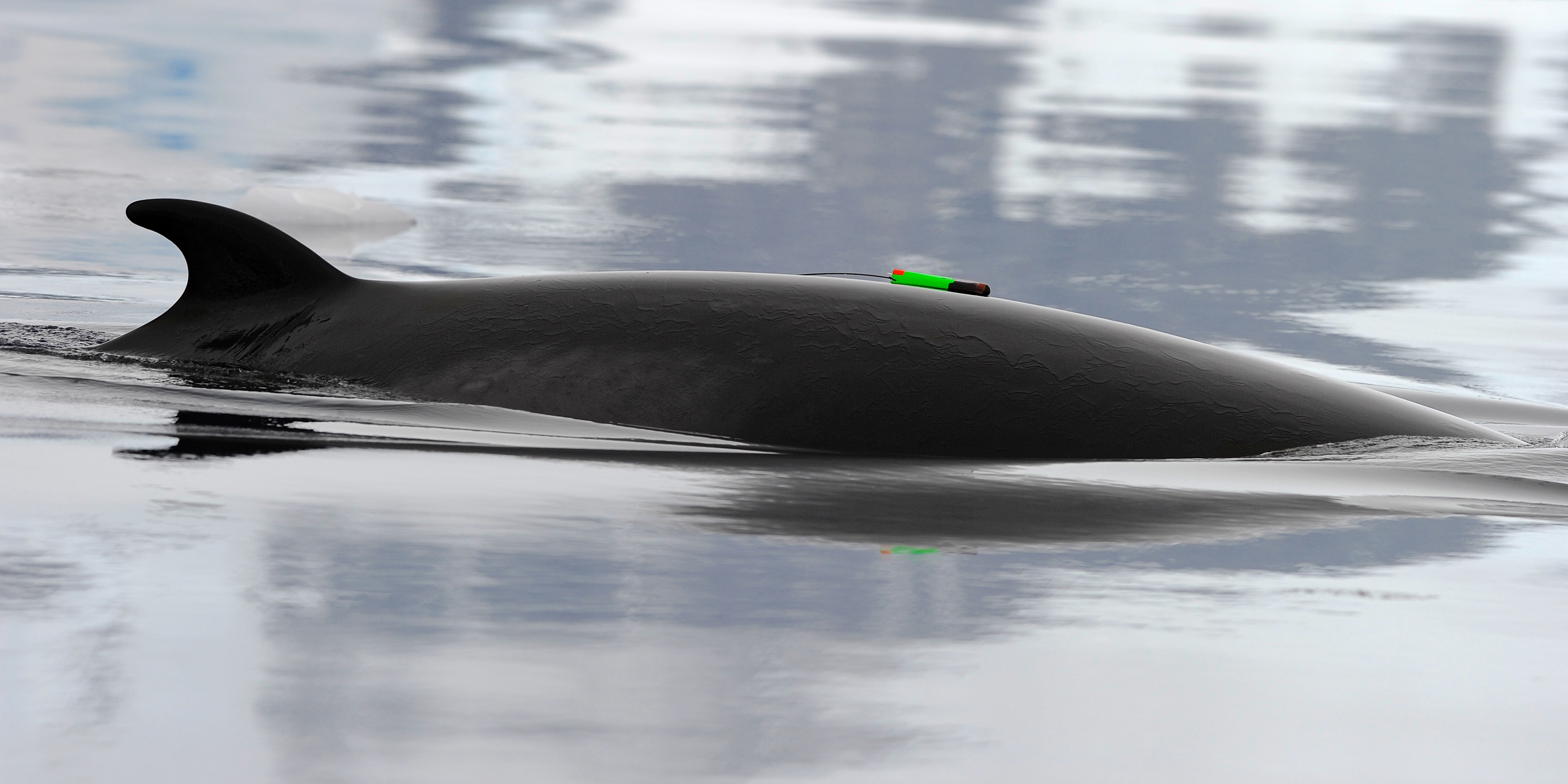
調査用のトランスポンダを装着された個体

クロミンククジラの商業捕鯨モラトリアム以前の生息数は、クロミンククジラの商業捕鯨が1971年と比較的最近に始まったこともあって定かでないが、1970年代に初期生息数は20万頭程度と報告されたことがある。
1980年代には、ミンククジラの南極海・南半球水域群が76万頭生息していたのではないかと推計されているが、国際捕鯨委員会（IWC）の科学委員会による検討でも2008年の時点で生息数に関する合意は得られておらず、その後の2012年の暫定報告では、推定生息数は51万頭以上と大幅に下方修正されている。また、1980年代と比較しても個体数に目立った増減が認められないとする指摘も存在する。

## 人間との関係
小松正之が2001年に「（本種をふくめたミンククジラの系統は）海のゴキブリである」という旨の発言をしたことにより、本種をはじめとする一部の鯨類への「鯨害獣論（鯨食害論）」を支持する風潮が見られる様になるなど捕鯨論争が拡大した。しかし、この「鯨食害論」の理論的正当性については国内外から様々な批判を受けており、2009年6月の国際捕鯨委員会の年次会合にて、当時の日本政府代表代理（森下丈二水産庁参事官）が鯨類による漁業被害（害獣論）を撤回している。また、捕鯨を中心とした人間の活動によって大型鯨類の個体数が激減したことが海洋生態系の生産力に悪影響を与えた可能性も指摘されている。捕鯨問題#益獣論も参照。
上記の通り、南極海における本種を対象とした日本による「調査捕鯨」の是非を巡って、日本と諸外国で国際的に大きな意見の相違が存在し、2014年に国際司法裁判所による判決で日本側は敗訴した。この敗訴が、日本が国際捕鯨委員会を脱退する原因の一つになったとされている。
本種およびミンククジラも「ボン条約」の保護対象種に指定されている。
北半球のミンククジラやグレートバリアリーフのドワーフミンククジラと異なり、本種を主対象としたホエールウォッチングは存在しないが、南極海ではザトウクジラと共に比較的に観察できる可能性が高く、ミンククジラが人間に接近する傾向が強いため、カヤックやゾディアックボートを使って至近距離での観察ができるとされている。

## 関連画像
- ネコ湾（英語版）にて
- 南極海にて